# John Simmit
John Simmit (født 20. juli 1963) er en britisk skuespiller og komiker. Han er bedst kendt for at spille den grønne teletubby Dipsy fra Teletubbies. I 2017 fortalte John sine Facebook-venner, at han ikke var så glad for sin rolle.